# Bankreserv
Bankreserverna är summan av bankernas kontantinnehav och bankernas tillgodohavanden i centralbanken.
Med reservkvoten menar man förhållandet mellan bankreserverna och allmänhetens bankinlåning.